# Переправа (фильм, 2008)
«Переправа» (кор. 크로싱) — южнокорейский художественный фильм о Северной Корее и жизни простых граждан в ней.

## Актеры
Первоначально Чха Инпхё, играющий в фильме главную роль, наотрез отказался сниматься в фильме и согласился только после того, как его убедила жена. В процессе съёмок, однако, Чха проявлял все больший интерес к проблеме беженцев из Северной Кореи, и в конце концов, решил взять шефство над одной из школ для беженцев — Ёмён хаккё (кор. 여명학교). Кроме того, когда в 2012 году в Южной Корее проходила кампания против депортации северокорейских беженцев китайскими властями обратно в КНДР, Чха Инпхё принял участие в митинге перед посольством КНР. Кроме того, он заявил, что собирается организовать концерт, чтобы привлечь внимание общества к проблеме депортации северян.

## Сюжет
Фильм рассказывает о семье, живущей в одном северокорейском шахтёрском городке, находящемся в провинции Хамгён-Намдо.
Семья состоит из отца семейства по имени Ёнсу, в прошлом — известного футболиста, а ныне работника шахты, его жены и сына по имени Чун. Однажды жена Ёнсу заболевает туберкулёзом, а достать нужное лекарство в КНДР практически невозможно. Тогда Ёнсу обращается за помощью к своему другу, который имеет возможность систематически ездить в Китай и привозить оттуда недоступные многим северокорейцам товары. Дочь друга Ёнсу по имени Мисон (кор. 미선) старается оказывать знаки внимания сыну Ёнсу Чуну. Но позже к его другу неожиданно приходят агенты органов госбезопасности и обнаруживает там материалы, запрещённые в этой стране: южнокорейские фильмы, Библию и т. п. После чего друга Ёнсу с женой и дочерью арестовывают и увозят в неизвестном направлении.
Тогда, оказавшись в безвыходном положении, Ёнсу решает сам отправиться в Китай, чтобы заработать там и купить нужное лекарство, оставив дома сына с умирающей матерью. Незаконно перейдя границу и рискуя быть пойманным пограничными патрулями, он попадает в Китай, где устраивается на работу на лесопилку вместе с другими северокорейскими перебежчиками. Но однажды китайская полиция устраивает облаву на них и Ёнсу, пытаясь скрыться от полицейских, теряет все заработанные деньги. Но когда он скрывается с другими перебежчиками в погребе сарая, к ним является человек, предлагающий дать платное телеинтервью, на что Ёнсу, потерявший все деньги, охотно соглашается. Их привозят в немецкое посольство в Китае, где Ёнсу собираются отправить в Южную Корею, чего он совершенно не ожидал. Но позже он начинает обживаться в новой стране и начинает раздумывать о том, чтобы привезти к себе семью.
Но в это время жена Ёнсу умирает от болезни, оставив их сына одного, из-за чего тот начал вести бродячий образ жизни. Чун живёт на железнодорожном вокзале, где случайно познакомился со своим сверстником, который обещает перевести его в Китай за некоторую сумму. Там же на вокзале Чун случайно находит Мисон — дочь друга своего отца, которая больна и ведёт абсолютно нищенское существование. Чун, Мисон и их новый знакомый пытаются перейти границу с Китаем. Однако внезапно знакомый начал просить у него отдать оставшиеся у него воны, чем и привлёк внимание северокорейских пограничных патрульных и все трое были схвачены. Чуна с Мисон направили в трудовой лагерь, где они подвергаются издевательствам и унижениям. Мисон умирает в лагере.
В это время Ёнсу находит брокера — человека, специализирующегося на организации побегов из КНДР и оплачивает ей побег сына. Брокер вызволяет Чуна из лагеря, без проблем переводит его через китайскую границу, дав взятку пограничным патрулям, а потом передаёт человеку, который должен довезти его с другими северокорейскими беженцами до границы Китая с Монголией, где, в свою очередь, там их должен будет встретить другой человек, который должен будет доставить до Улан-Батора, откуда, по задумке, они должны будут вылететь в Южную Корею. У границы, их настигает китайский пограничный патруль. У одной из беженок не выдерживают нервы и она бросается на китайского пограничника. Чун, воспользовавшись ситуацией, быстро перебегает на сторону Монголии. Но так и не встретив того, кто должен их доставить до Улан-Батора, он, потерявшись, начинает бесцельно бродить по пустыне Гоби, после чего, выбившись из сил, погибает. Когда Ёнсу прибывает в Улан-Батор, его везут в морг, где показывают тело его сына.
Последняя сцена фильма представляет собой мечту Ёнсу — его семья, друзья и знакомые и собака играют в футбол на берегу реки Туманган.

## Китайское название
Название фильма было переведено на китайский язык как «Бегство с Севера» (кит. 北逃).

## Обвинения в плагиате
Режиссёр Ли Кванхун (кор. 이광훈) обвинял создателей фильма, что сюжет представляет собой плагиат с воспоминаний беженца Ю Санчжуна (кор. 유상준) «Быть человеком» (кор. 인간의 조건). Эти обвинения были признаны несостоятельными Центральным судом Сеула. Фильм был показан на 81-й церемонии вручения «Оскара», но не был номинирован на награды.

## Оценки фильма
На конец июля 2012 года средняя оценка фильма на одном из крупнейших поисковых порталов Южной Кореи daum.net составляла 9.2 из 10.